# Radioåret 1949

## Händelser

### Mars
- 3 mars - August Strindbergs pjäs Toten-Insel har urpremiär i SR i Stockholm [1].

### Okänt datum
- Radiotjänst ger ut boken Tjugofem år med Sveriges Radio.

## Radioprogram

### Sveriges Radio
- 24 december - Första serien av Frukostklubben avslutas.

## Födda
- 6 augusti - Ylva Mårtens, svensk programledare
- 7 december - Kaj Kindvall, svensk programledare

### Fotnoter
1. ↑  ”Dramawebben”. Arkiverad från originalet den 22 februari 2012. https://web.archive.org/web/20120222184800/http://www.dramawebben.se/pjas/toten-insel-dramafragment. Läst 24 mars 2011.